# Humberto Becerra
Humberto Becerra (Callao, Perú, 31 de octubre de 1926 - marzo de 2015. Fue un futbolista peruano que se desempeñaba como arquero. Era un guardavalla de gran regularidad, cubriendo su puesto demostrando gran agilidad y seguridad. Se le conoció también como el “arquero pianista”, siendo gran intérprete de ese instrumento musical.

## Trayectoria
Fue campeón con el Atlético Chalaco, y el Deportivo Municipal, jugó también en Sport Boys, Banfield de Argentina. y Universitario de Deportes.

## Clubes
| Club                | País      | Temporada |
| ------------------- | --------- | --------- |
| KDT Nacional        | Perú      | 1945      |
| Deportivo Municipal | Perú      | 1946      |
| Atlético Chalaco    | Perú      | 1947      |
| Banfield            | Argentina | 1948      |
| Deportivo Municipal | Perú      | 1949-1951 |
| Sport Boys          | Perú      | 1952-1953 |
| Universitario       | Perú      | 1954      |

## Palmarés

### Campeonatos nacionales
| Título           | Club                | País | Año  |
| ---------------- | ------------------- | ---- | ---- |
| Primera División | Atlético Chalaco    | Perú | 1947 |
| Primera División | Deportivo Municipal | Perú | 1950 |